# 4933 Tylerlinder
4933 Tylerlinder è un asteroide della fascia principale. Scoperto nel 1984, presenta un'orbita caratterizzata da un semiasse maggiore pari a 2,3314624 UA e da un'eccentricità di 0,1199676, inclinata di 1,86411° rispetto all'eclittica.